# The Edge (Tonight Alive)
The Edge è un singolo del gruppo musicale australiano Tonight Alive, pubblicato il 1º aprile 2014 dalla Sony Music e dalla Fearless Records.

## La canzone
Il brano fa parte della colonna sonora del film del 2014 The Amazing Spider-Man 2 - Il potere di Electro. Parlando di The Edge, i membri del gruppo hanno detto:

## Video musicale
Il video ufficiale del brano è stato pubblicato contemporaneamente all'uscita del singolo su iTunes il 1º aprile 2014, e alterna scene in cui i Tonight Alive suonano sotto la pioggia a scene inedite di The Amazing Spider-Man 2.
Il 16 maggio dello stesso anno è stato pubblicato un secondo video ufficiale per una versione acustica del brano, suonata dal vivo dalla cantante Jenna McDougall e dal chitarrista Whakaio Taahi.

## Tracce
Testi e musiche di Jenna McDougall e Whakaio Taahi.
1. The Edge – 3:00

## Formazione
- Jenna McDougall – voce
- Whakaio Taahi – chitarra solista
- Jake Hardy – chitarra ritmica
- Cam Adler – basso
- Matt Best – batteria, percussioni

## Classifiche
| Classifica (2014)          | Posizione massima |
| -------------------------- | ----------------- |
| Australia                  | 78                |
| Regno Unito (rock & metal) | 1                 |